# Condado de Davidson (Tennessee)
O Condado de Davidson (em inglês:  Davidson County) é um dos 95 condados do estado americano do Tennessee. A sede e maior cidade do condado é Nashville. Foi fundado em 1783.
O condado possui uma área de 1 362 km², dos quais 1 305 km² estão cobertos por terra e 57 km² por água, uma população de 626 681 habitantes, e uma densidade populacional de 480,1 hab/km² (segundo o censo nacional de 2010). É o segundo condado mais populoso do Tennessee.